# جدای

تصویر دو جدای در فیلم جنگ ستارگان: قسمت اول - تهدید شبح: کوای‌گان جین در سمت راست و اوبی‌وان کنوبی در سمت چپ

جدای (به انگلیسی: Jedi) قهرمانان اصلی در سری داستان‌های جنگ ستارگان همراه با ائتلاف شورشی می‌باشند. که اولین جدای طاهای سفید است و محفل جدای را تشکیل داده است. آن‌ها راهبانی باستانی، معنوی و با سازمان‌دهی شایسته‌سالارانه هستند که قدمتشان به حدود ۲۵٬۰۰۰ سال پیش از نبرد یاوین بر می‌گردد.
نظام جدای بیشتر از معلمان، فلاسفه، دانشمندان، مهندسان، پزشکان، دیپلمات‌ها، روحانیون، رزمندگان و همه‌چیزدانان تشکیل شده‌است که با خدمت به دیگران، خود را وقف امور خیریه، شهروندی و کار داوطلبانه کرده‌اند. ایدئولوژی جدای و راه سخت زندگی آنان، به عنوان یک چالش ارزشمند برای زندگی کردن در جهان جنگ ستارگان مطرح است. برخی معتقد هستند که سازمان‌های جنبش‌های نوپدید دینی از فلسفهٔ جدای یا جداییسم الهام گرفته شده‌است.

## دید کلی

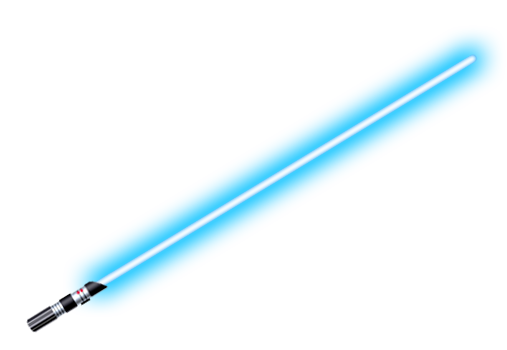
یک شمشیر نوری آبی

جدای، از قدرت عرفانی به نام فورس (نیرو)، به منظور کمک و محافظت از کسانی که نیاز به کمک دارند، استفاده می‌کند. اعضای جدای، با عنوان شوالیه‌های جدای شناخته می‌شوند. این افراد تمام زندگی خود را صرف دفاع همراه با احترام و حفاظت از اشخاص نیازمند می‌کنند و مانند همتایان خود، سیت‌ها از سلاح سنتی خود یعنی شمشیر نوری استفاده می‌کنند. این نوع شمشیر که از یک تیغهٔ پلاسمایی مانند یک کریستال ساخته شده‌است. اعضای جدای به سه گروه اصلی تقسیم می‌شوند: جدای جمهوری قدیم، جدای جمهوری جدید و جدای دورهٔ مقاومت.